# Anbar (Syria)
Anbar (arab. أنبار) – wieś w Syrii, w muhafazie Aleppo, w dystrykcie Afrin. W 2004 roku liczyła 250 mieszkańców.